# Diner (restaurant)
Pour les articles homonymes, voir diner.

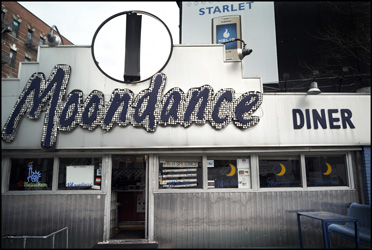
Un diner à New York.

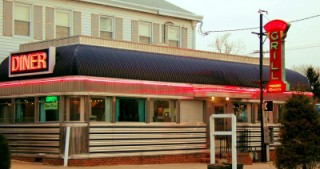
Un diner dans le New Jersey.

Un diner (prononcé en anglais : /ˈdaɪnə(ɹ)/) est un type de restaurant, au départ préfabriqué, typique de l'Amérique du Nord, en particulier du nord-est des États-Unis.
Le terme s'applique aussi aux restaurants qui servent des plats traditionnels, même s'ils sont situés dans des établissements plus classiques. Les caractéristiques du diner sont un grand choix de mets qui sont pour la plupart américains, une atmosphère sobre, un comptoir et des horaires d’ouverture étendus, souvent 24 heures sur 24.

## Historique

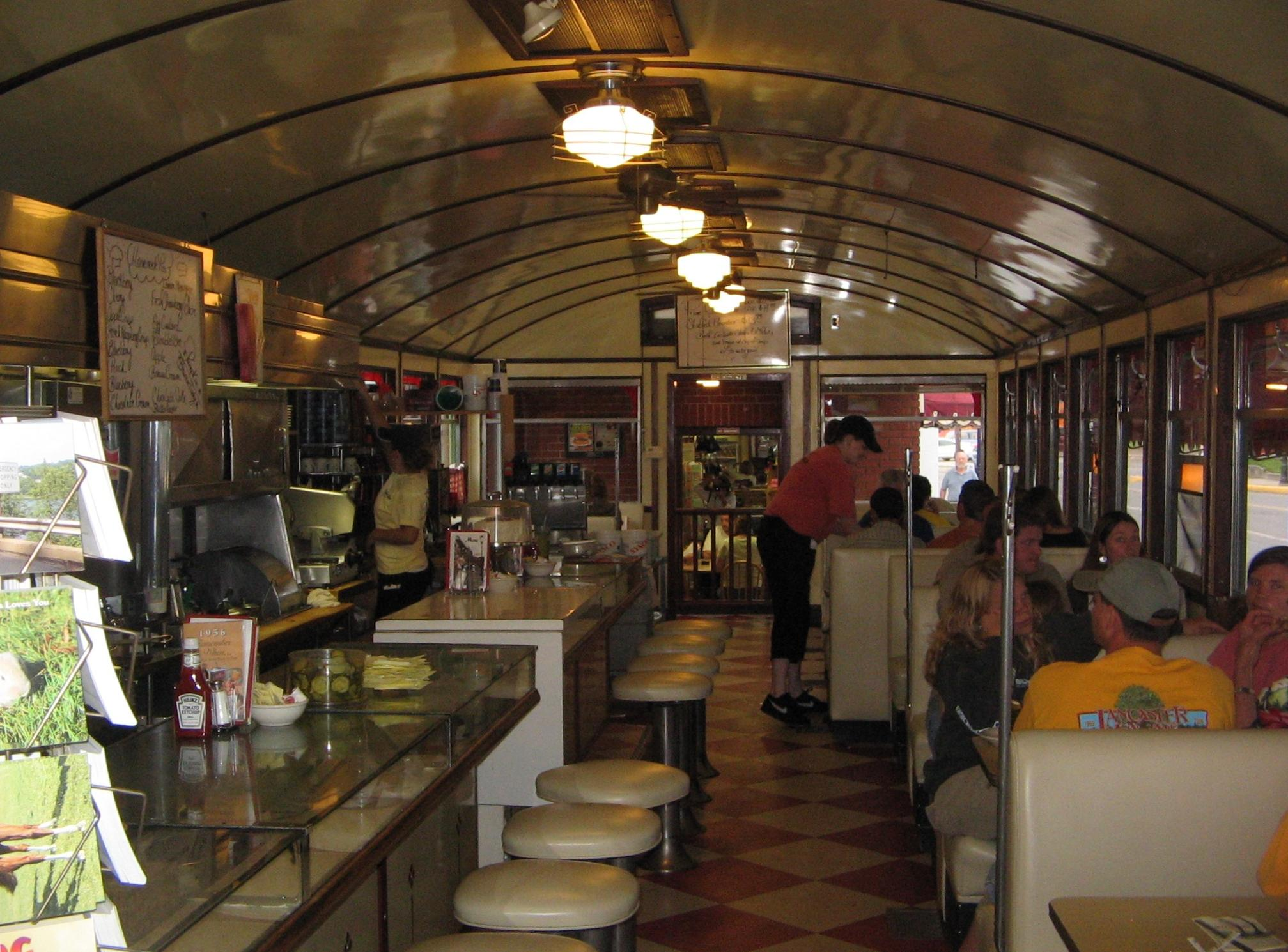
Intérieur du Diner 1938 à Wellsboro, comté de Tioga, Pennsylvanie, États-Unis

Le premier diner remonte à 1872, quand un ouvrier du Rhode Island, Walter Scott, décide de vendre de la nourriture aux travailleurs de la nuit depuis une roulotte tirée par un cheval. Il l'installe devant le siège d'un journal. Ce modèle de lunch wagon se répand à la fin du siècle à New York City,,. 
Dans les années 1880, à Worcester, Massachusetts, un ancien serveur dans un lunch-wagon, Thomas Buckley, construit ses propres voitures restaurant. En 1906, la Worcester Lunch Car Company est fondée et construit de nombreux restaurants mobiles.
Les cantines mobiles se développent rapidement et de nombreuses communes commencent à restreindre les horaires autorisés pour ce type de commerce nocturne. Les propriétaires de diner détournent ces nouvelles réglementations en installant leurs cantines de façon semi-permanente.
Les diners deviennent permanents et les wagons utilisés sont de mieux en mieux aménagés, avec un comptoir, des tables, des toilettes, etc.
En 1913, Jerry O’Mahony qui fondera la Jerry O'Mahony Diner Company, construit le premier diner comme bâtiment pérenne. Il comporte déjà tous les codes propres à ce type de restaurant : le bar en longueur, les sièges de bar à assise arrondie, le personnel en uniforme, la signalétique variée.
C'est dans les années 1920 qu'apparaît pour la première fois le mot diner. Il désigne des petits restaurants fixes, désormais en préfabriqué, dont l'aspect en longueur continue à rappeler les anciens lunch-wagons mobiles.
Diner est un des termes utilisés pour désigner une voiture-restaurant en anglais. Le dictionnaire académique Cambridge mentionne que, par dérivation, un diner est un restaurant informel, généralement long et étroit, qui ressemble à l'intérieur d'un wagon, et dans lequel les gens s'assoient le long d'un comptoir ou sur des banquettes de skaï de part et d'autre de la table.
La prospérité des années 1920 entraîne de grands changements et les diners évoluent. C'était alors la grande mode du style Art déco. Pour leur décoration, les diners s'en inspirent largement. Ils copient souvent aussi, dans les formes et le style, les voitures-restaurants. 
Après la Seconde Guerre mondiale, les diners évoluent encore utilisant l'inox, la mélamine Formica et le néon qui font fureur. Le vinyle devient également le matériau indispensable pour une clientèle familiale : facile à nettoyer et très solide.
Aujourd'hui, subsiste dans les diners le style de chacune de ces époques : il arrive souvent que l'Art déco côtoie du skaï de couleur rose bonbon, ou de l'inox rutilant dans le style voiture-restaurant.
En dehors des grandes villes et sur les axes routiers, la diners sont parfois accolés à une station-essence ou un motel.
Depuis les années 1990, ils ont tendance à disparaître face à la concurrence des nombreuses chaînes de restauration rapide.
Ils sont documentés par des reportages photographiques.
Dans les années 2020, ils bénéficient de la mode rétro et deviennent iconiques. 
Les diners figurent dans les itinéraires touristiques de la Route 66.
Des diners de luxe sont créés dans d'anciennes stations-essence.

## Impact culturel
La peinture Nighthawks (1942) d'Edward Hopper est une représentation artistique célèbre d'un diner. La scène, intemporelle, montre un instantané de quatre personnes assises dans un diner de centre-ville, tard dans la nuit, les diners étant souvent ouverts 24 heures sur 24. Le peintre a expliqué que sa toile s'inspire d'un restaurant sur Greenwich Avenue à New York. On y retrouve les objets typiques d'un diner américain : long comptoir, distributeur de serviettes en papier, mug, salière, poivrier, enseigne lumineuse publicitaire à l'extérieur.

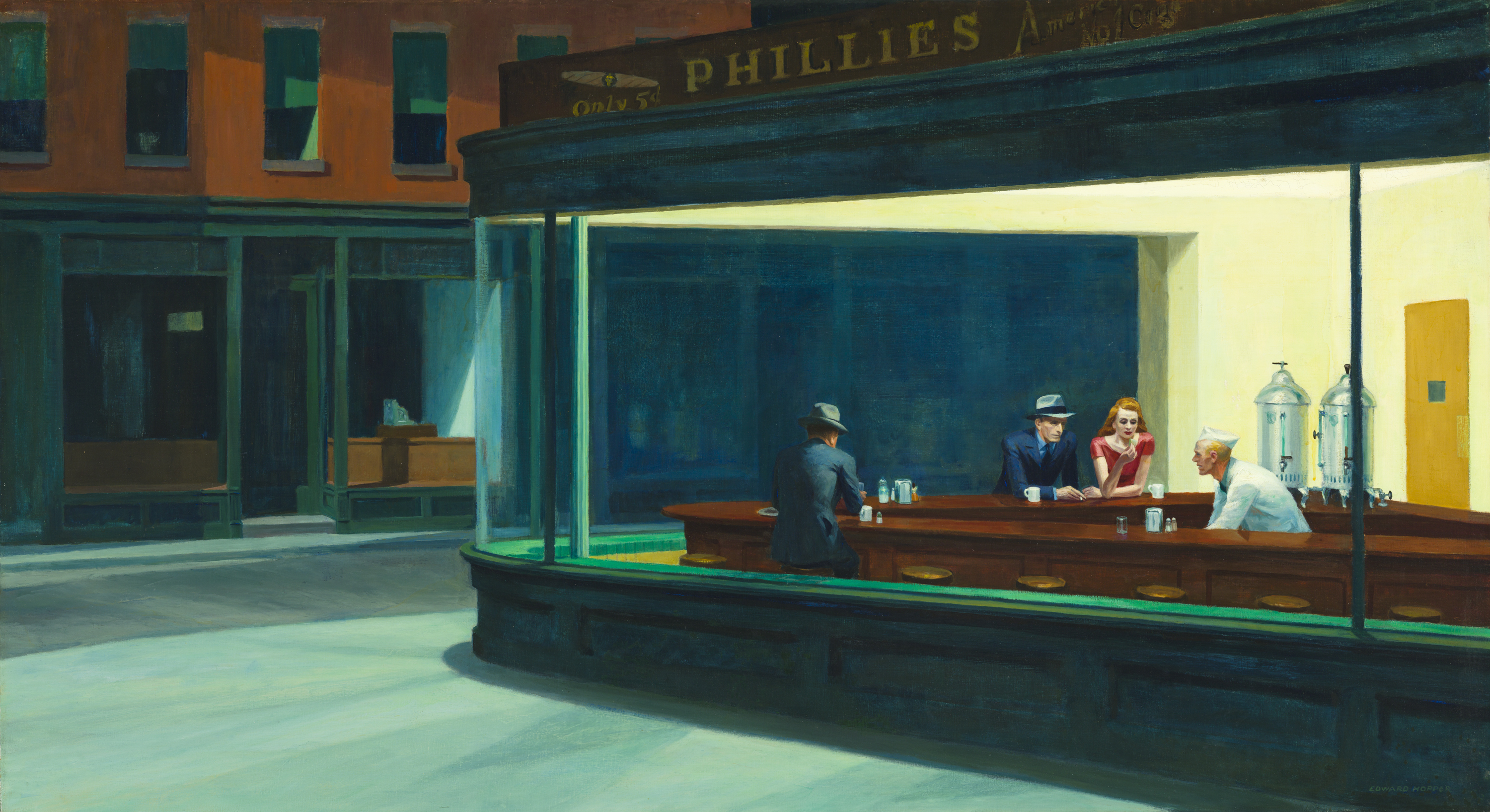
Edward Hopper - Nighthawks (1942)

Le diner a été popularisé dans la culture internationale par les films américains et les séries télévisées américaines des années 1950 ou sur les années 1960 comme Happy Days, American Graffiti et Grease dans les années 1980.
Après leur déclin dans le paysage américain, le diner devient un objet culte. Des chaînes de restaurant comme Ruby’s Diner en Californie ouvrent dans les années 1980 avec un décor soigné en jouant sur l'aspect nostalgique du diner. Les clients y viennent pour se plonger dans l'ambiance des années 1950.
Dans les années 2020, les images de diners sont recherchées pour leur caractère rétro. Le thème est traité  dans des images produites avec des logiciels de 3D ou d'intelligence artificielle. 
Les diners sont représentés en maquettes et des modèles de diners en brique de plastique sont créés.

#### Sites
- (en) Brenna Houck, « Welcome to Diner Land », sur Eater, 12 juin 2023 (consulté le 30 décembre 2024).
- (en) « 10 of NYC's Lost Diners from a Photo Project Documenting All of the City's Diners », sur Untapped New York, 5 juin 2018 (consulté le 30 décembre 2024).
- (en) « America’s classic diners through the decades », sur lovefood.com (consulté le 30 décembre 2024).

#### Bases de données
- Notices d'autorité :   - LCCN
  - Israël